# 揚琴基
51°6′38″N 34°16′29″E / 51.11056°N 34.27472°E
揚琴基（烏克蘭語：Янченки）是位於烏克蘭東北部的村莊，由蘇梅州蘇梅區的比洛皮利亞市鎮負責管轄。該村距離比洛皮利亞、欽巴利夫卡和沃羅尼夫卡1.5公里，海拔高度150米，2001年人口208。